# Gus Dapperton
Brendan Patrick Rice (Warwick, Nueva York; 11 de marzo de 1997), más conocido por el nombre Gus Dapperton es un cantautor, productor musical y modelo estadounidense.

## Historia
Dapperton ha recibido cierta atención por su estilo de moda único, que consiste algunas veces en un corte de hongo verde, joyas notables, delineador de ojos, ropa de colores particularmente claros y gafas de montura gruesa.
La canción de Dapperton Of Lacking Spectacle, apareció en la serie de Netflix 13 Reasons Why y aparece en el álbum de canciones de la serie.

## Vida personal
Dapperton asiste a la Universidad Drexel, pero se tomó un semestre para salir de gira en apoyo de "You Think You're a Comic!". Desde 2018 vive con sus padres en Long Branch, Nueva Jersey.

## Carrera

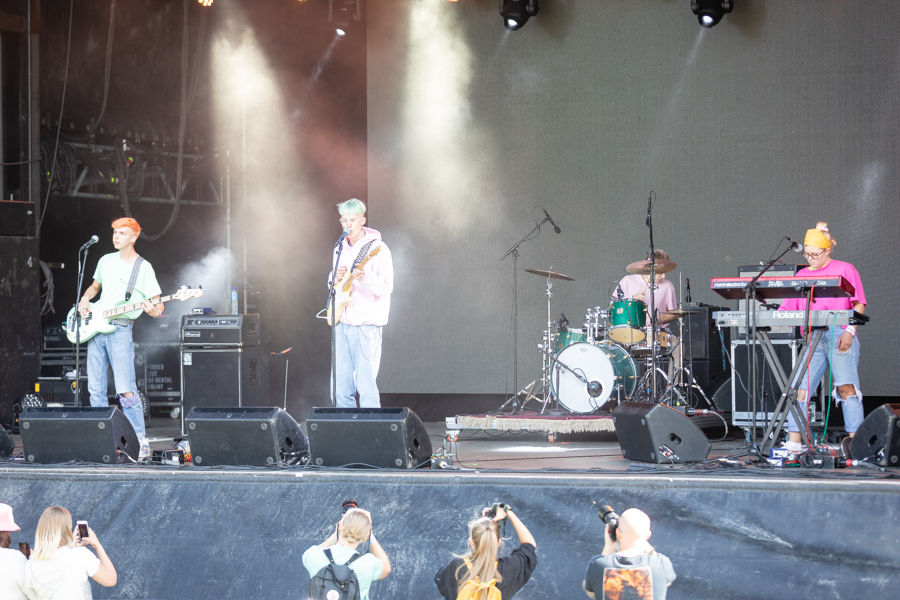
Gus Dapperton en concierto (2018).

Dapperton lanzó su primer sencillo, "Moodna, Once With Grace", en 2016. A este le siguieron sus primeros EPs: "Yellow and Such" (2017) y "You Think You're A Comic!" (2018). En 2019, a la edad de 22 años, Gus lanzó su álbum debut, Where Polly People Go to Read.

### 2020
En 2020 lanzara su álbum de larga duración llamado Orca y anunció que será una mezcla de pop con R&B y que tomara temas de romance entre personas del mismo sexo y el dolor interno que puede llegar a tener una persona.

## Discografía

### Álbumes de estudio
- Where Polly People Go to Read (2019)
- Orca (2020)

### Versiones extendidas
- Yellow and Such (2017)
- You Think You're a Comic! (2018)

### Sencillos
- "Moodna, Once With Grace" (2016)
- "Ditch" (2016)
- "I'm Just Snacking" (2017)
- "Prune, You Talk Funny" (2017)
- "World Class Cinema" (2018)
- "My Favorite Fish" (2019)
- "Fill Me Up Anthem" (2019)
- "Coax and Botany" (2019)
- "First Aid" (2020)

### Apariciones
- 13 Reasons Why: temporada 2, episodio 10.
- "Supalonely" (Benee en colaboración con Gus Dapperton), del álbum Stella & Steve (2019).[6]

### Compañías Discográficas
Dapperton 7X7
Datos curiosos
En una entrevista que le realizaron, mencionó que tuvo una lesión meniscal. No se sabe el grado de dicha lesión de la rodilla, pero lo que sí sabemos es que fue realizando una de sus actividades favoritas que es el skate. Una lesión meniscal suele tratarse con terapia de rehabiliación o con una intervención quirúrigica, así que podemos suponer que se sometió a un tratamiento quirúrgico. 

## Campañas
En junio de 2020, Dapperton apareció en la campaña de Skull Candy, junto con Rina Sawayama, Cuco y Rico Nasty. El objetivo de esta es mejorar la salud mental celebrando un estado de ánimo diferente cada mes con el objetivo de ayudar a aquellos que luchan contra la depresión, la adicción y el suicidio, el hashtag que se promovió durante ese tiempo fue #FeelOriginal.